# Ekrem Memnun
Ekrem Memnun (16 luglio 1969) è un allenatore di pallacanestro turco.

## Carriera
Iniziò la sua carriera da allenatore nelle giovanili del Galatasaray nel 1988, nonché vice allenatore della squadra femminile, nel 1992 passa allo Yıldırımspor rimanendoci tre stagioni.
Nel 1995 ritorna al Galatasaray sempre come vice, ma della squadra maschile, ma l'anno dopo diventa il primo allenatore della femminile fino al 2002. In questa sua esperienza, nella stagione 1998-1999, arrivò terzo nell'Eurolega femminile, ma soprattutto vinse tre leghe turche (1996-1997, 1997-1998, 1999-2000), tre President Cup (1996, 1997, 1998) e due Coppe di Turchia (1997, 1998).
Nel 2002 tornò nel ruolo di assistente allenatore nella squadra maschile sotto la direzione di Erman Kunter, ma l'anno successivo si trasferì al Pristina, in Kosovo, nella sua prima esperienza all'estero, dove arrivò primo nella stagione regolare e vinse Coppa del Kosovo, una Coppa nazionale e una Supercoppa.
Nel 2005, tornò di nuovo in Turchia per diventare l'assistente allenatore di Oktay Mahmuti all'Anadolu Efes, rimanendoci per tre stagioni per poi tornare ad essere primo allenatore per altre due stagioni al Darüşşafaka.
Nel giugno 2012 è ritornato alla squadra femminile del Galatasaray, questa volta come head coach, vincendo subito il campionato, il quale mancava da 14 stagioni. Due anni dopo, il 13 aprile 2014 batté in cinque partite le rivali del Fenerbahçe in finale di EuroLeague Women, laureandosi campione d'Europa femminile, il più grande successo nella storia del club. Si congedò dai giallorossi con la vittoria della Coppa Presidenziale e passò il 10 febbraio 2015 alla nazionale femminile della Turchia dove svolse il ruolo di capo allenatore in due tronconi fino al 2018. Con la selezione turca partecipò a due Europei, un Mondiale e ai Giochi Olimpici di Rio de Janeiro 2016 venendo sconfitto ai quarti di finale contro la Spagna che poi conquistò l'argento.
Il 14 gennaio 2021, succedendo a Ertuğrul Erdoğan a stagione in corsa, ritorna al Galatasaray ma questa volta per la sua prima esperienza da capo allenatore della squadra maschile.